# Loxoporetes
Loxoporetes Kulczyński, 1911 è un genere di ragni appartenente alla famiglia Thomisidae.

## Distribuzione
Le due specie note di questo genere sono diffuse in Australia e in Nuova Guinea

## Tassonomia
Non sono stati esaminati esemplari di questo genere dal 2005.
A giugno 2014, si compone di due specie:
- Loxoporetes colcloughi (Rainbow, 1912) — Territorio del Nord (Australia)
- Loxoporetes nouhuysii Kulczyński, 1911[2] — Nuova Guinea